# 出口達也
出口 達也（でぐち たつや、1962年4月21日 - ）は、富山県出身の日本の柔道家。60kg級の選手。身長164cm。現在は広島大学の教授で、柔道部監督も務めている。

## 経歴
小杉高校2年の時にインターハイの軽量級で3位になると、3年の時には優勝を飾った。筑波大学へ進学すると、3年の時には正力杯60kg級で優勝を果たした。また、東ドイツ国際大会でも優勝した。4年の時には選抜体重別で3位になった。大学を卒業後には筑波大学大学院へ進むと、1986年のフランス国際では優勝を飾った。嘉納杯では2位にとどまった。1987年には講道館杯の決勝で東海大学3年の越野忠則を破って優勝を飾った。1988年には筑波大学の職員となると、講道館杯で3位となった。1989年にはドイツ国際で優勝を飾った。1990年には広島大学で教員の職に就くと、講道館杯の決勝で東洋水産の越野に敗れるも2位になった。引退後は広島大学の教授となった。さらには、全日本の女子ジュニア代表監督やシニアコーチなどを経て、2016年からは再び全日本の女子ジュニア代表監督に就任した。

## 主な戦績
- 1979年 -　インターハイ 3位
- 1980年 -　インターハイ　優勝
- 1983年 -　正力杯　優勝
- 1984年 -　東ドイツ国際大会　優勝
- 1984年 - ドイツ国際　3位
- 1984年 -　選抜体重別　3位
- 1986年 - フランス国際　優勝
- 1986年 -　嘉納杯　2位
- 1987年 -　講道館杯　優勝
- 1987年 -　選抜体重別　3位
- 1987年 - 環太平洋柔道選手権大会　2位
- 1988年 -　講道館杯　3位
- 1989年 - ドイツ国際　優勝
- 1989年 - ハンガリー国際　3位
- 1989年 -　講道館杯　3位
- 1989年 -　選抜体重別　3位
- 1990年 -　講道館杯　2位

(出典、JudoInside.com)。